# قبائل زيان

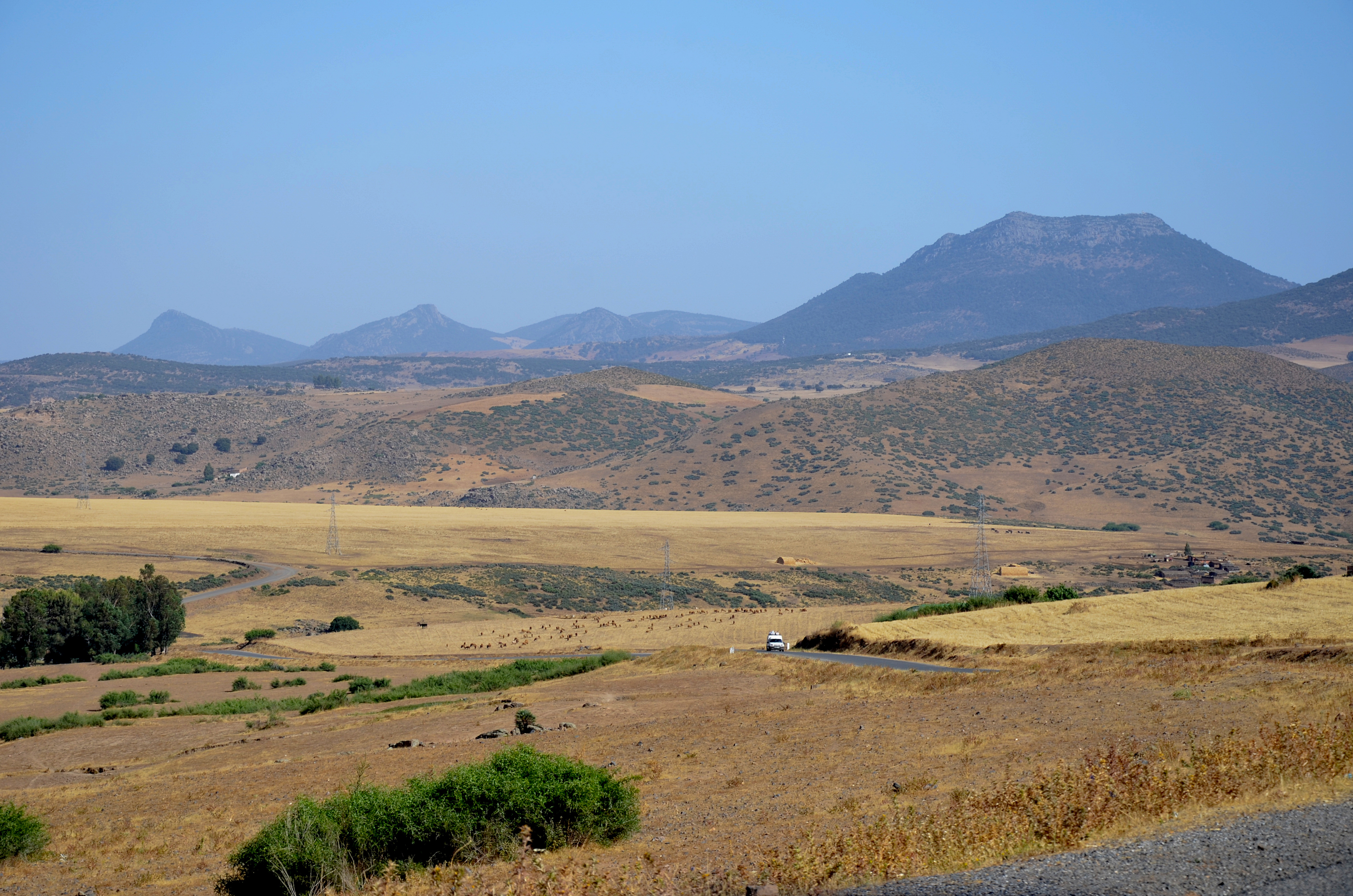
الطريق إلى مدينة خنيفرة

خريطة لمدينة خنيفرة ونواحيها

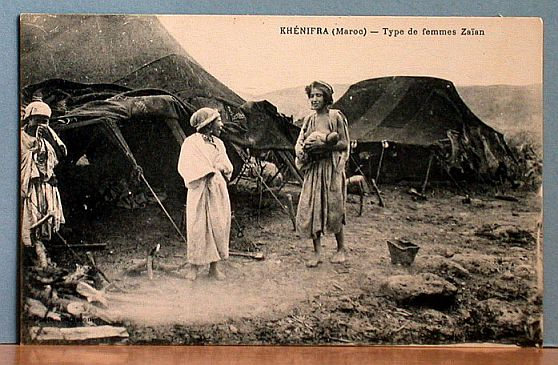
مرأة أمازيغية من قبائل زيان (1907)

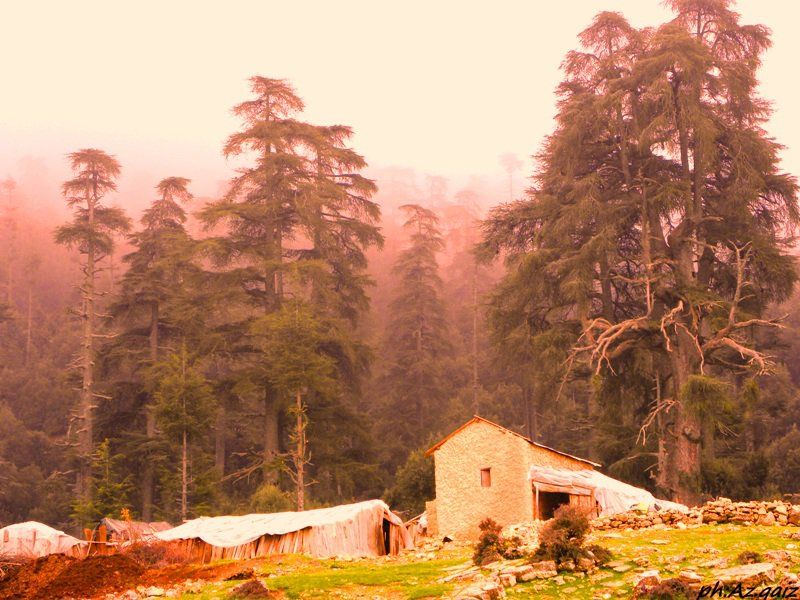
منزل ريفي في أجدير قرب خنيفرة

قَبَائِلُ زَيَان (بالأمازيغية الأطلسية الوسطى: أظايي للمفرد، إظيان للجمع؛ بالعربية: زيان، وتُنطق زَيّان) هم شعب أمازيغي يسكن منطقة خنيفرة الواقعة في جبال الأطلس المتوسط وسط المغرب أو ما سمي قديما ببلاد فزاز، وهم مجموعة إثنية «بربرية» تنتمي لاتحاد قبائل آيت أومالو، ومعناها في اللغة الأمازيغية «أهل الظل» وذلك لأنهم يسكنون تحت ظلال غابات الأرز والصنوبر، والتي تنتشر فوق أراضيها.
تشتهر قبائل زيان بتمسكها بالأرض الأجدادية وبصلابتها كمحاربين، خاصة خلال فترة الاستعمار، بقيادة محمد بن حمو الزياني. وبفضل ذلك، تمكنوا من منع العديد من الغزاة من السيطرة بسهولة على خنيفرة. وعلى الرغم من هزيمة الفرنسيين في معركة الهري في 13 نوفمبر 1914، لم يتخل المستعمرون عن القتال ضد زيان، بل كان جنودهم قلقين من مواجهة زيان أثناء غزوهم للمغرب.

## الاسم
كلمة زَيَان مشتقة من اللفظ الأمازيغي المحلي «إيزايان»، وهو اسم جمع، مفرده «آزايي». والمنتسب لقبائل زيان يقال له الزياني.

## جغرافيا
تنقسم أرض زيان إلى كتلتين جغرافيتين، جبال الأطلس المتوسط والهضاب الوسطى، تتمايزان من حيث الارتفاع والتضاريس والمناخ والموارد الزراعية.
من الصعب في التاريخ تحديد المجال الجغرافي لقبائل زيان، بحيث أن بعضهم اعتمد عيشة الترحال الموسمي، فيما اختار البعض الآخر منهم الاستقرار في قلاع وقصور محصنة أو ما يعرف بإغرم (المدينة بالأمازيغية) - لكنهم اليوم متواجدون في كل المناطق المحيطة بمدينة خنيفرة التي تعتبر عاصمة لهم - تتكون أراضي بلاد زيان في مجملها من سهول وجبال متوسطة الارتفاع - كما تعبرها مجموعة من الانهار والجداول، أهمها نهر ام ربيع ونهر سرو (انظر الخريطة) تحد أراضي قبائل زيان مدينة فاس من الشمال - أما جنوبا فحدودها تمتد عند إقليم تادلا وقبائله.

## التاريخ
كانت قبائل زيان في صراع مستمر مع القبائل الأمازيغية والعربية المجاورة من أجل السيطرة على المراعي، والينابيع، والعيون. وتُعرف هذه القبائل عبر التاريخ بإصرارها الكبير على الدفاع عن أرض أجدادها وبروح الجهاد في سبيل الله.
وتُعد قرية الهري، التي تقع على بُعد عدة كيلومترات من مدينة خنيفرة، محطة بارزة في تاريخ قبائل زيان وتاريخ المقاومة المغربية ضد الاحتلال الفرنسي بشكل عام. فقد شهدت القرية معركة كبيرة عُرفت باسم معركة الهري، حيث أظهر المجاهدون الأمازيغ بقيادة موحا أوحمو الزياني شجاعة وقتالية غير مسبوقة. وقبل هذه المعركة، شارك موحا أوحمو الزياني في عدة هجمات ضد الجيش الفرنسي في منطقة الشاوية عام 1908، وشارك في معارك أخرى عام 1911، واستمر في مهاجمة خطوط المواصلات بين مكناس والرباط حتى عام 1914. كما خاض مواجهة مع جيش العقيد شارل منجان في معركة ورغوس شمال تادلة عام 1913.